# Aeroportul Berlin-Schönefeld
Aeroportul Berlin-Schönefeld (IATA: SXF, ICAO: EDDB, ETBS) a fost un aeroport din Schönefeld, Dahme-Spreewald, Brandenburg, Germania ce a deservit zona Berlin. Aeroportul a fost tranzitat în octombrie 2020 de 181.692 de pasageri. A fost deschis în 1946 și numit după zona deservită. Pe 31 octombrie 2020 a fost închis. Unele facilități auf fost integrate în noul aeroport Berlin Brandenburg.
Situat la o altitudine de 48 m, aeroportul a dispus de 1 pistă și a ocupat o suprafață de 6.300.000 m². A fost operat de Flughafen Berlin Brandenburg GmbH⁠(d).

## Infrastructură

### Piste
Aeroportul a dispus de o singură pistă. Pista 07L/25R a avut suprafața de asfalt și dimensiunile 3.600 m × 45 m. 